# Vladimir Horowitz
Vladimir Horowitz (født 1. oktober 1903 i Kyiv, død 5. november 1989 i New York) var en Ukrainsk pianist.
Horowitz var blandt det 20. århundredes betydeligste pianister i det romantiske virtuos-repertoire, som f.eks. Franz Liszt og Rachmaninov.